# 归湖镇
归湖镇，是中华人民共和国广东省潮州市潮安区下辖的一个乡镇级行政单位。

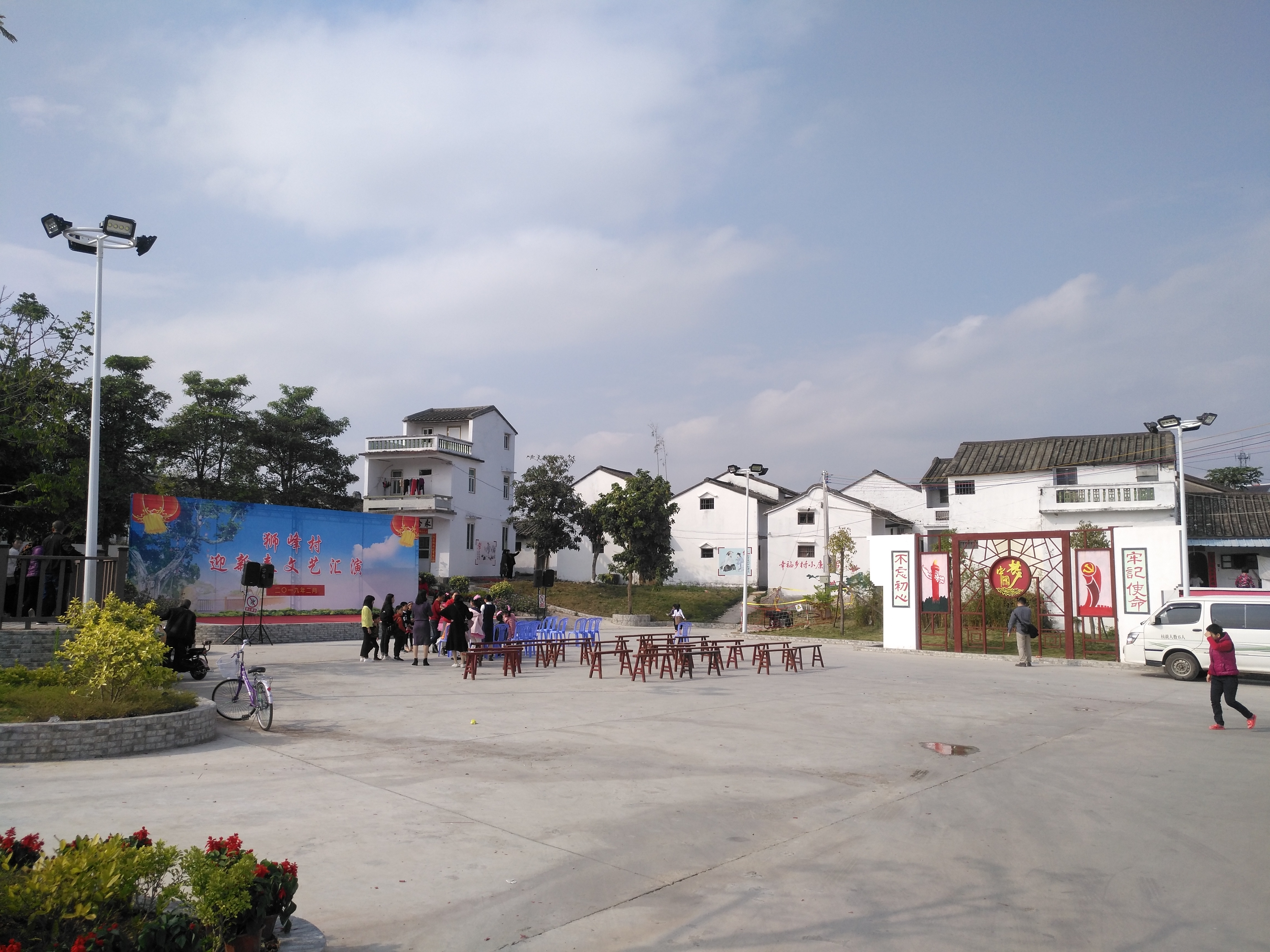
狮峰村文化广场

## 行政区划
归湖镇下辖以下地区：
归湖社区、凤南社区、仙洋村、凤东村、梨下村、田东村、石陂村、神前村、狮峰村、塘埔村、龙溪村、金光村、金丰村、溪口村、潭头村、铺头村、明潭村、砚田村、新沟村、溪美村、克安村、西林村、绿竹村、草塘村、金舟村、碗窑村、山梨村、大坪村、白藤坑村、东山村、高原村、东明村、高升村和高峰村。

## 旅游景点
幽谷逸林、溪美凤凰溪、狮峰白鹭湖、王大宝墓、陈吊王寨